# جابريال فيرنانديز
جابريال فيرنانديز (22 أبريل 1988 في الهند - ) هو لاعب كرة قدم هندي في مركز الوسط. لعب مع سبورتينغ غوا ومومباي سيتي ونادي بونه ونادي ديمبو ونادي مومباي لكرة القدم ونادي جوا.

## روابط خارجية
- جابريال فيرنانديز على موقع قاعدة بيانات كرة القدم.إي يو (الإنجليزية)
- جابريال فيرنانديز على موقع Soccerway.com (الإنجليزية)